# Alan Lomax
Alan Lomax (Austin (Texas), 31 januari 1915 – Safety Harbor (Florida), 19 juli 2002) was een belangrijke Amerikaanse folklorist en musicoloog. Hij was een van de grootste verzamelaars van volksmuziek van de 20e eeuw en bracht duizenden liederen bijeen uit de Verenigde Staten, het Verenigd Koninkrijk, West-Indië, Italië en Spanje.

## Levensloop
Lomax was de zoon van musicoloog en folklorist John Lomax, met wie hij zijn loopbaan begon met het opnemen van liederen bij gevangenen in Texas, Louisiana en Mississippi. Hij bezocht The Choate School in Wallingford Center, Connecticut en ging daarna filosofie studeren aan de University of Texas in Austin. Lomax werkte met zijn vader aan het Archive of Folk Culture, een collectie van meer dan tienduizend opnames van het Archive of American Folk Song en de Library of Congress.
Hij interviewde veel muzikanten, onder wie Woody Guthrie, Lead Belly, Muddy Waters, Jelly Roll Morton en Jeannie Robertson, produceerde radioshows, had een vast televisieprogramma en speelde een belangrijke rol bij de vernieuwing van de American folk en British folk rond de jaren 1950. Hij nam in 1951 Ierse traditionele liederen op in het Engels en Gaelic van Elizabeth Cronin.
In 1944 nam Alan Lomax deel aan een Ballad opera genaamd The Martins and the Coys. Het werd opgenomen door de BBC en CBS met bijdragen van Burl Ives, Woody Guthrie en Pete Seeger. In Engeland had hij als trouwe aanhanger de Engelse verzamelaar van liederen de zanger Ewan MacColl.
Lomax won de National Book Critics Circle Award en de Ralph J. Gleason Music Book Award in 1993 voor zijn boek The Land Where the Blues Began, het verhaal van de geschiedenis van de blues. Lomax ontving ook de postume Grammy Trustees Award voor zijn levenswerk in 2003.

## Trivia
- De Amerikaanse muzikant Moby gebruikte voor zijn album Play uit 1999 samples van Alan Lomax.